# يوليوس خان (مخترع)
يوليوس خان (بالإنجليزية: Julius Kahn)‏ هو مهندس معماري ومخترِع أمريكي، ولد في 8 مارس 1874 في باد مونستر آيفل في ألمانيا، وتوفي في 4 نوفمبر 1942 في كليفلاند في الولايات المتحدة.